# Mycomya plagiata
Mycomya plagiata är en tvåvingeart som först beskrevs av Tonnoir och Edwards 1927.  Mycomya plagiata ingår i släktet Mycomya och familjen svampmyggor. Inga underarter finns listade i Catalogue of Life.